# 鲧
鲧（？—唐堯七十年），字熙。大禹之父，封崇伯，又称崇伯鲧。

## 上古典籍
先秦《尚书·虞书·舜典》：“流共工于幽洲，放驩兜于崇山，窜三苗于三危，殛鲧于羽山，四罪而天下咸服。”
先秦《春秋左传·昭公·昭公七年》：“昔尧殛鲧于羽山，其神化为魚，以入于羽渊，实为夏郊，三代祀之。”
先秦《楚辞·天问》“鸱龟曳衔，鲧何听焉，顺欲成功，帝何刑焉，永遏在羽山，夫何三年不施，伯禹愎鲧，夫何以变化，纂就前绪，遂成考功。”
先秦《山海经·海内经》：“洪水滔天，鲧窃帝之息壤以堙洪水，不待帝命，帝令祝融杀鲧于羽郊，鲧复生禹，帝乃命禹卒布土，以定九州。”
先秦《国语·周语下》：“其在有虞，有崇伯鲧，播其淫心，称遂共工之过，尧用殛之于羽山。”
先秦《国语·晋语八》：“侨闻之，昔者鲧违帝命，殛之于羽山，化为魚，以入于羽渊，实为夏郊，三代举之。”
先秦《列子·杨朱》：“鲧治水土，绩用不就，殛诸羽山。”
先秦《韩非子·外储说右上》：“尧不听，举兵而诛，杀鲧于羽山之郊。”
先秦《孟子·万章上》：“万章曰：舜流共工于幽州，放驩兜于崇山，杀三苗于三危，殛鲧于羽山，四罪而天下咸服，诛不仁也。”
先秦《吕氏春秋·恃君览·行论》：“舜于是殛之于羽山，副之以吴刀。”
西汉《史记·本纪·五帝本纪》：“殛鲧于羽山，以变东夷”
西汉《史记·本纪·夏本纪》：“行视鲧之治水无状，乃殛鲧于羽山以死。”
西汉《说苑·善说》：“闻善为国者，赏不过；刑不滥。赏过则惧及淫人；刑滥则惧及君子。与其不幸而过，宁过而赏淫人，无过而刑君子，故尧之刑也，殛鲧于羽山而用禹；周之刑也，僇管、蔡而相周公，不滥刑也。”
西汉《说苑·辩物》：“昔鲧违帝命，殛之于羽山，化为魚，以入于羽渊，是为夏郊，三代举之。”

## 生平
《史記集解》和《史記正義》認為鲧亦號梼杌；《左传》紀載了鯀的為人“顓頊有不才子，不可教訓，不知詘言，告之則頑，舍之則囂，傲狠明德，以亂天常，天下之民，謂之檮杌。”
堯在位時，洪水泛滥，民不聊生，堯便派他治水，鲧受命治理洪水水患，鲧用障水法，也就是在岸边设置河堤，但水却越淹越高，历时九年未能平息洪水灾祸，结果反使洪水更加泛滥。後來堯把帝位傳給舜後，鲧便被帝舜為流放，使其死於異鄉，由禹繼續治水的工作。

也有认为鲧为尧所杀。根據《韩非子》之《外储说右上·说三》，鯀反對堯將天下傳給舜，因此被殺。

## 傳說
相傳鯀為堯時代的人，其子為禹。鯀為堯所殺。夏、商、周三代都將他列為郊祀對象。據傳鲧造出农具，并驯服了牛，亦傳是城郭的创作者。鯀跟禹都有治水的事蹟，鯀被殺的原因有許多傳說：《山海經》記載，鯀為治水竊取息壤，因此被殺。
屈原的《天問》寫，鲧死後屍體三年不腐。而屈原在《天問》和《離騷》中都對鯀抱著强烈同情之情︰
鴟龜曳銜，鯀何聽焉？
順欲成功，帝何刑焉？
永遏在羽山，夫何三年不施？
伯禹愎鯀，夫何以變化！
纂就前緒，遂成考功。
何續初繼業？而厥謀不同？
洪泉極深，何以窴之？
地方九則，何以墳之？
河海應龍，何畫何歷？
鯀何所營？禹何所成？
康回馮怒，墜何故以東南傾。
鯀婞直以亡身兮，终然殀乎羽之野。

## 檮杌
左傳記載，顓頊之子檮杌，為四兇之一；《史記集解》和《史記正義》認為鲧亦號梼杌。

## 世系
《山海經》記載，鯀為黃帝之孫，其父為駱明。《左傳》、《世本》、《史記》記載鯀為顓頊之子，《漢書》、《大戴禮記》稱鯀為顓頊五世孫。

## 影視作品
- 1988年電影《神州精魂》由杜振清飾演。
- 1995年新加坡電視劇《閻羅傳奇》由嚴華飾演。
- 1996年戲曲電影《大禹治水》由施律民飾演。
- 2015年電視劇《大舜》由修庆飾演。

## 註記
1. ↑  “鲧”在古书《玉篇·魚部》上说的一种大鱼，屠本畯《闽中海错疏·鳞下》 ：“马鲛，青斑色，无鳞有齿，又名章鮌。”

## 資料來源
1. ↑  司馬貞著，《史記索隱》
2. ↑  《山海经》、《天问》等书所记“鲧腹生禹”。顾颉刚與童书业合著的《鲧禹的传说》，認為“因为《墨子》说鲧是上帝的元子，被上帝所刑，上帝又曾任命过禹，但墨子是反对‘杀其父而赏其子’的办法的”，所以“怀疑墨子是不以鲧、禹为父子的”；可是又因为“《山海经》和《天问》等记载原始神话的书里已经把鲧、禹说成父子”，认为“或许是墨家的传说特异，或许竟是我们神经过敏，均未可知”(《顾颉刚古史论文集》第二册89页)。
3. ↑  《太平御览》卷一五五引《帝王世纪》云：“夏鲧封崇伯。故《春秋传》曰谓之‘有崇伯鲧’，国在秦晋之间。《左氏传》曰：‘赵穿侵崇是也。’”
4. ↑  《韓非子》〈外儲說右上〉：「堯欲傳天下於舜，鯀諫曰：『不祥哉！孰以天下而傳之於匹夫乎？』堯不聽，舉兵而誅，殺鯀於羽山（今江苏省连云港市东海县）之郊。共工又諫曰：『孰以天下而傳之於匹夫乎？』堯不聽，又舉兵而誅，共工於幽州之都。於是天下莫敢言無傳天下於舜。」
5. ↑  《左传》桓公三年:“昔尧殛鲧于羽山，其神化为黄熊，以入于羽渊，三代祀之。”《史記》記載“殛鯀于羽山，以變東夷”。《元和郡县志》、《通典》载：“羽山在朐山县。”
6. ↑  《左傳》〈昭公7年〉：「昔堯殛鯀於羽山，其神化為黃熊，以入於羽淵。實為夏郊，三代祀之」
7. ↑  《吕氏春秋·君守》篇说：“夏鲧作城。”《礼记·祭法》正义解“鲧”，引《世本》说他“作城郭。”
8. ↑  《山海經》〈海內經〉：「洪水滔天，鯀竊帝之息壤以堙洪水，不待帝命。帝令祝融殺鯀於羽郊。鯀復生禹，帝乃命禹卒布土，以定九州。」
9. ↑  屈原著，《天問》
10. ↑  屈原著，《离骚》
11. ↑  《左傳》〈文公18年〉：「顓頊有不才子，不可教訓，不知詘言，告之則頑，舍之則囂，傲狠明德，以亂天常，天下之民，謂之檮杌。」
12. ↑  《山海經》〈海內經〉：「黃帝生駱明，駱明生白馬，白馬是為鯀。」
13. ↑  皇甫谧和《世本》都认为鲧是颛顼之子，但《汉书·律历志》记载“《帝系》颛顼五代而生鲧”，司马贞《史记索隐》认为汉书的说法较为可信。